# De Baby
De Baby ist ein niederländischer Dokumentarfilm der Filmemacherin Deborah van Dam über das Leben von Anneke Thomson. geborene Kohnke (* 25. Dezember 1940 in Hilversum), die als jüdisches Kind deutscher Emigranten, versteckt in Voorburg bei Den Haag den Zweiten Weltkrieg überlebte. Der Film erzählt die damaligen Ereignisse, aber auch wie diese noch heute ihr Leben prägen. Die Filmpremiere war am 18. November 2012.

## Handlung

### Anneke Kohnke
1942 übergaben die Eltern von Anneke (Anna Bianca), Erich Kohnke (* 1900 in Berlin), ehemals Dirigent in Chemnitz, und seine Frau Helene geborene Leyens (* 1906 in Wesel), ihr Baby der jungen Studentin Cora de Jong, später verheiratete Greenaway, die im Widerstand arbeitete und die das Kind am gleichen Tag an die christliche Familie Blacquière in Voorburg übergab. Das Ehepaar Kohnke wurde 1943 in ihrem Versteck aufgespürt, im Durchgangslager Westerbork interniert, deportiert und am 23. September 1943 in Auschwitz ermordet.
Helene Kohnke war mit Edith Frank-Holländer, der Mutter von Anne Frank befreundet gewesen. Beide Familien hatten im niederländischen Exil engen Kontakt. Otto Frank entdeckte nach Ende des Zweiten Weltkrieges, als er seine beiden Töchter Anne und Margot suchte, Anneke Kohnke in einem Waisenhaus. Er benachrichtigte daraufhin ihren Onkel Erich Leyens in New York und ihre Tante Greta Herzfeld, geborene Leyens, in London. Juli 1946 fuhr die fünfjährige Anneke Kohnke auf dem Passagierschiff Marine Flasher mit weiteren Flüchtlingen zu ihrem Onkel nach New York, der sie aufnahm. Über die Vergangenheit wurde nicht geredet. Seither lebt Anneke in den Vereinigten Staaten.

### Yad Vashem
Februar 2011 gab die Gedenkstätte Yad Vashem in Jerusalem bekannt, dass sie Cora Greenaway (* 1916), Johannis Blacquiere (* 1911 – † 1985) und Jacoba Blacquiere (* 1912 – † 2003) den Ehrentitel Gerechter unter den Völkern zuerkannt habe. In einer Zeremonie in Den Haag wurden am 4. August 2011 in Anwesenheit von Anneke Thompson, geborene Kohnke, die Medaillen an Cora Greenaway und Fred Blacquiere, dem ältesten Sohn der verstorbenen Eheleute Blacquiere, übergeben.

## Filmfestivals
- 2012, International Documentary Film Festival (IDFA) in Amsterdam
- 2013, Full Frame Documentary Film Festival in Durham, North Carolina
- 2013, Manaki Brothers Film Festival in Bitola, Mazedonien
- 2013, Niederländisches Filmfestival in Utrecht
- 2013, Erasmus Indocs in Jakarta
- 2014, Atlanta Jewish Film Festival in Atlanta, USA
- 2014, International Jewish Film Festival in Melbourne, Australien

## Kritik
»In den Niederlanden steht der Blick auf den Krieg noch immer unter der Perspektive, wie gut wir doch alle waren. Doch es ist Zeit, dass wir uns eingestehen, dass es eine Grauzone gibt zwischen Gut und Böse«, sagt van Dam. Der Film folgt ihrer Devise: »Es ist wichtig, die Wahrheit zu kennen, egal, wie schmerzhaft sie sein mag. ... Die warme Decke über der Geschichte gehört bei Deborah van Dam nicht zum Repertoire.«

Tobias Müller, Jüdische Allgemeine 21. Februar 2013